# الزهر النضر في حال الخضر (كتاب)
الزهر النضر في حال الخضر كتاب في العقيدة، يبحث فيه مؤلفه الإمام ابن حجر العسقلاني (773هـ- 852هـ) بمسألة نبوة الخضر، ونسبهُ وما ورد في تعميره وهل هو متوفى أم لا، وقد أفاد ابن حجر من الكتب التي سبقته عن هذا الموضوع ككتاب «ابن المنادى» وقد اطلع عليها ابن حجر ونقلها إلى كتابه بعد أن أضاف إلى مادتها أشياء كثيرة ظفر بها بعد طول التتبع، مفصلاً القول فيما كان قد أجمله عند الحديث عن الخضر في كتابه «الإصابة في تمييز الصحابة».

## نبذه عن المؤلف
شهاب الدين أبو الفضل أحمد بن علي بن محمد بن محمد بن علي بن محمود بن أحمد بن أحمد الكناني العسقلاني ثم المصري الشافعي (شعبان 773هـ/1371م - ذو الحجة 852هـ/1449م)، مُحدِّث وعالم مسلم، شافعي المذهب، لُقب بعدة ألقاب منها شيخ الإسلام وأمير المؤمنين في الحديث.
له مجموعة من المؤلفات أبرزها:
- فتح الباري بشرح صحيح البخاري.
- الإصابة في تمييز الصحابة.
- الخصال المكفرة للذنوب المقدمة والمؤخرة.
- التلخيص الحبير في تخريج أحاديث الرافعى الكبير.

## نبذة عن الخضر
الخضر هو الشخص الذي ورد ذكره في القرآن في سورة الكهف كعالم دون ذكر اسمه صراحة قال تعالى:﴿فَوَجَدَا عَبْدًا مِنْ عِبَادِنَا آتَيْنَاهُ رَحْمَةً مِنْ عِنْدِنَا وَعَلَّمْنَاهُ مِنْ لَدُنَّا عِلْمًا ۝٦٥﴾ [الكهف:65]، وتبعه موسى عند مجمع البحرين كما أخبر الله تعالى: ﴿قَالَ لَهُ مُوسَى هَلْ أَتَّبِعُكَ عَلَى أَنْ تُعَلِّمَنِ مِمَّا عُلِّمْتَ رُشْدًا ۝٦٦﴾ [الكهف:66]. ويوجد اختلاف في صفته هل هو نبي أم لا، وهناك من يقول أنه ولي صالح.

## الكتب المستقلة في أخبار الخضر
كان موضوع بقاء الخضر  وعدمه مختلفا فيه لدى العلماء فاسترعى انتباههم لكشف الستار عن وجهه فألفوا كتباً مستقلة كثيرة قد عثر على أسماء بعضها خلال مراجعة المصادر والمراجع في هذا الموضوع ومنها:
1. جزء في أخبار الخضر لأبي الحسين أحمد بن جعفر بن المنادي البغدادي (336هـ)
2. رسالة في الخضر هل مات أم هو حي لعبد الحليم أحمد بن تيمية الحراني (728 هـ)
3. رسالة في الخضر لجلال الدين السيوطي (911هـ)

وكتب عن موضوع بقاء الخضر ابن تيمية في فتاواه في مواضع متفرقة وابن القيم في المنار المنيف وابن كثير في البداية والنهاية والحافظ ابن حجر كتب ترجمة موسعة للخضر في كتابه الإصابة في تمييز الصحابة ثم أفرده في كتاب مستقل بشيء من الحذف والزيادة.

## تحقيق اسم الكتاب
لم يذكر الحافظ ابن حجر اسم هذا الكتاب في مقدمة الكتاب واكتفى بقوله:‍وقد أفردته الآن ليقف كل سائل عنه على كل ما كنت قرأته وسمعته وجعلته أبواباً.
ولكن أثبت ما قاله السخاوي وهو يذكر المؤلفات في أخبار الخضر ‍وأحسن مصنف في ذلك كلام صاحب الترجمة يعني ابن حجر الذي أفرده من كتابه الإصابة وسماه: الزهر النضر في حال الخضر عنوان الكتاب وهذا يعتبر دليلاً كون السخاوي من تلاميذ المؤلف ولما له من صلة علمية قوية بشخصية شيخه المؤلف ودوره الكبير في جمع شتات تراثه بعد وفاته.

## محتوى الكتاب
ناقش المؤلف مسألة موت الخضر وبقائه حياً إلى زمن النبي محمد  خلال دراسة الروايات الواردة في ذلك باستقصاء فريد وقراءات مستوعبة وذكر الكثير من الأخبار والقصص المروية عنه.
يحتوي الكتاب المحقق ترجمة للمؤلف الحافظ ابن حجر وخلاصة المباحث في أخبار الخضر ووضع للكتاب في آخره ثمانية فهارس متنوعة، فهارس للآيات، والأحاديث، والشعر، وكذلك للأعلام والمدن والأماكن، ليسهل على القارئ الوصول إلى مبتغاه.

## طالع أيضًا
- أربعون حديثا عن أربعين شيخا من عوالي المجيزين
- أحوال الميت من حين الاحتضار إلى الحشر
- التتبع لصفة التمتع
- الخصال المكفرة للذنوب
- الخضر